# Hal Sutherland
Pour les articles homonymes, voir Sutherland.
Hal Sutherland (1er juillet 1929 - 16 janvier 2014) est un animateur américain et un peintre qui a commencé sa carrière chez Disney en 1954 avec La Belle au bois dormant, La Belle et le Clochard, Peter Pan et Donald Duck. 
Il a gagné la reconnaissance dans les années 1960 en tant que directeur des productions d'animation au Filmation.